# Celyphus resplendens
Celyphus resplendens är en tvåvingeart som först beskrevs av Frey 1941.  Celyphus resplendens ingår i släktet Celyphus och familjen Celyphidae.
Artens utbredningsområde är Filippinerna. Inga underarter finns listade i Catalogue of Life.